# 55565 Aya
55565 Aya eller 2002 AW197 är ett objekt i Kuiperbältet. Det upptäcktes 2002 av Palomarobservatoriet. Objektet är beläget bland de yttre av de klassiska kuiperbältsobjekten nära gränsen till twotino som har 1:2 banresonans med Neptunus. Observationer gjorda av Spitzerteleskopet ger den en diameter på 650–750 km och en albedo på cirka 0,17, högre än förväntat.
Den är uppkallad efter gryningsguden Aya i Akkadian mytologi.